# Siergras

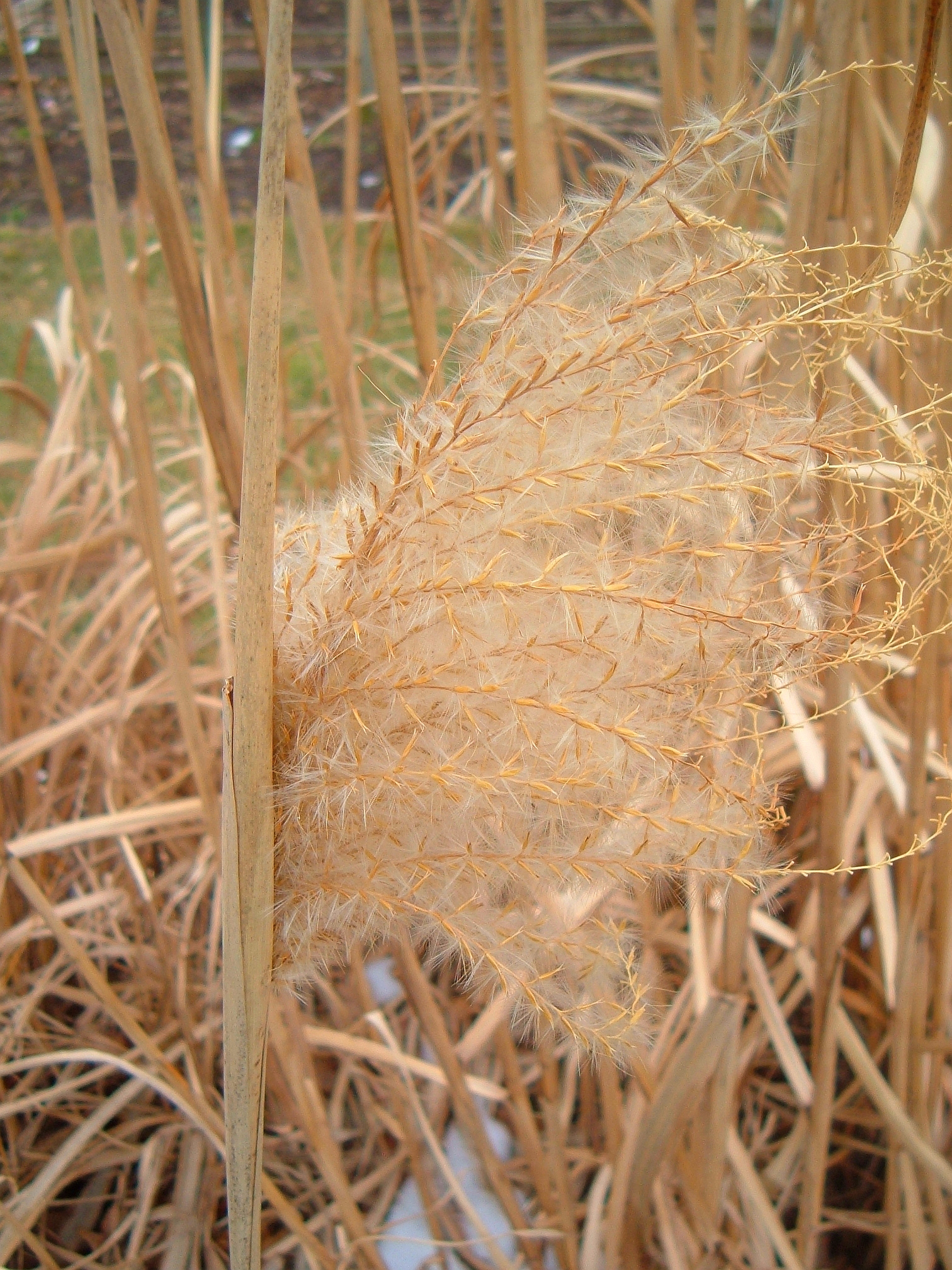
Miscanthus sinensis 'Cosmopolitan'

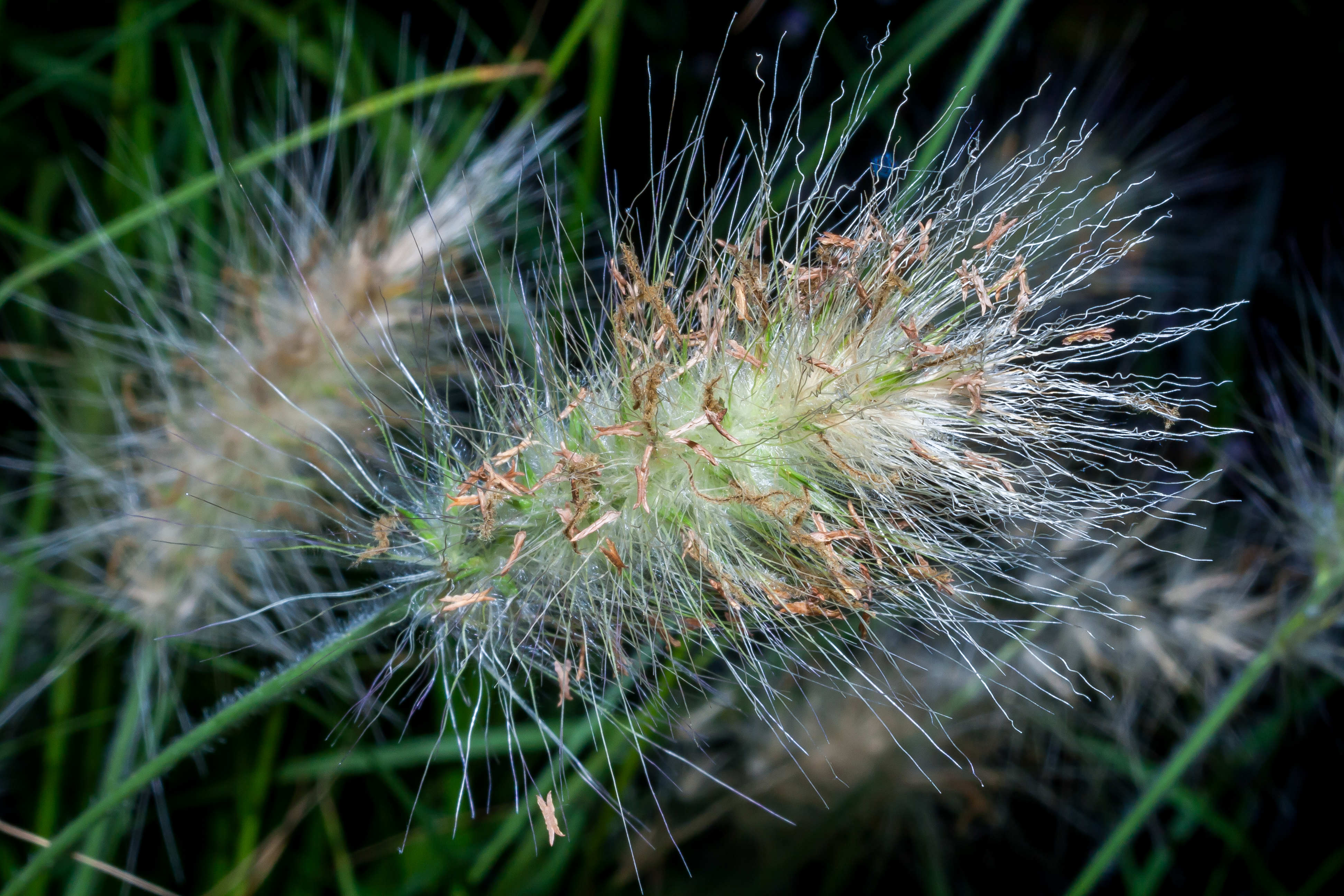
Pennisetum villosum

Een siergras is een grasachtige plant die vanwege de bijzondere decoratieve waarde wordt toegepast. Voorbeelden van siergras zijn diverse soorten Miscanthus (prachtriet), Cortaderia (pampasgras), Carex (zegge), Molinia (pijpenstrootje), Festuca (zwenkgras), Panicum (vingergras), Pennisetum (lampepoetsergras) en Stipa (vedergras). Ook bamboe, dat al eeuwenlang in de Japanse tuincultuur wordt toegepast, valt in botanisch opzicht onder de grassen (Poaceae) en is dus feitelijk een siergras.
In de tuinkunstgeschiedenis is de toepassing op grotere schaal van siergrassen een relatief laat verschijnsel. Ofschoon in diverse bronnen uit de 17e en 18e eeuw al melding wordt gemaakt van grassen die traditionele borders kunnen opsieren, ontstaat pas in de 20e eeuw serieus aandacht voor de sierwaarde van diverse grassoorten. Aan de basis van die ontwikkeling stond Karl Foerster (1874-1970) die als kweker en tuinontwerper veel heeft bijgedragen aan de waardering van het grotere publiek voor de natuurlijke uitstraling van grassen. Zijn landgenoot Ernst Pagels deed pionierswerk voor wat betreft de introductie van vele rassen van Miscanthus sinensis. Tot de vooraanstaande hedendaagse tuinarchitecten die veel gebruikmaken van siergrassen behoort de Nederlander Piet Oudolf (1944).